# Flanco (baluarte)

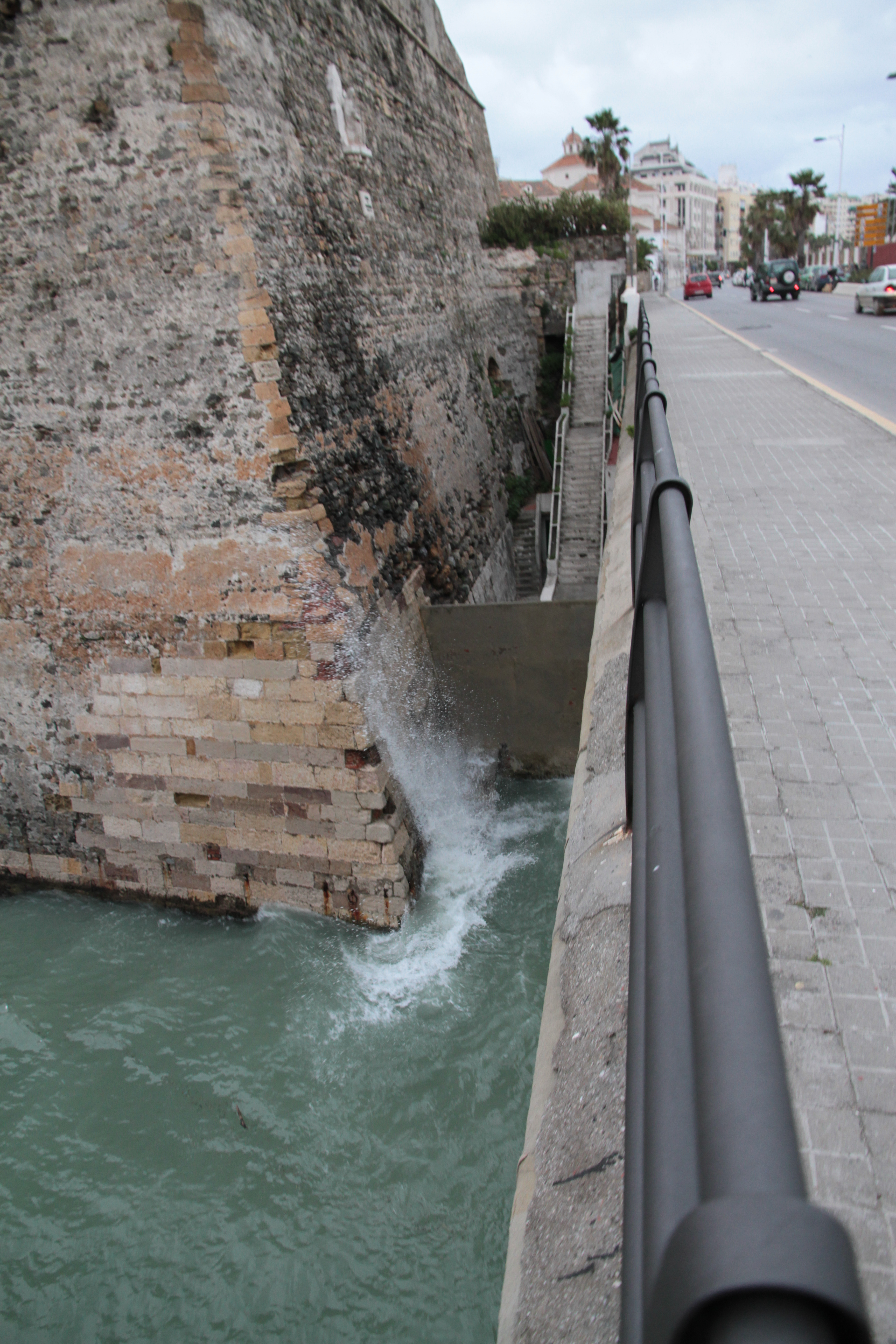
Flanco sur del baluarte de la Coraza Alta, Ceuta

En arquitectura militar, se llama flanco a las caras laterales de los baluartes.

## Tipos
Existen diferentes tipos de flancos: 
- Bajo. Espacio de flanco que construían los ingenieros antiguos paralelo al flanco cubierto o de orejones y al pie de un revestimiento.
- Cóncavo. Flanco cubierto o con orejones que forma una línea corva cuya convexidad está hacia el interior del baluarte.
- Cubierto. El que está construido de una manera especial que una parte del mismo entra dentro del baluarte y está cubierto por la otra hacia la espalda, y que es redonda o en forma de espaldón.
- Del baluarte. Cualquiera de los lados intermedios entre las caras y el recinto.
- Derecho o izquierdo. En fortificación es el flanco de un baluarte, de una media luna, de una tenaza, etc., situado en línea recta de modo que pueda defender directamente lo que se encuentra e su frente.
- Directo. Es el que puede defender directamente lo que se halla a su frente. También se llama flanco rasante.
- Fijante. En fortificación, el que forma un ángulo sensiblemente agudo entre el foso y el costado o lado de la obra que debe proteger.
- Oblicuo. El que en una obra fortificada está mirando oblicuamente a la línea de defensa y bate la cara del baluarte opuesto. Se le llama también segundo flanco.
- Rasante. En fortificación, aquel desde el cual se ve directamente la cara del baluarte inmediato y que está perpendicular a la línea de defensa.
- Recto. Flanco derecho pero no deba confundirse con el flanco directo.
- Retirado. Lo mismo que flanco bajo o cubierto, casamata y otras obras análogas.
- Segundo o Segundo Plano. Nombre dado a la parte de la cortina que descubre la cara del baluarte opuesto cuando la línea de defensa es fijante.